# Lutrochidae
Lutrochidae je čeleď vodních brouků známých jako "travertinoví brouci", protože v Severní Americe se vyskytují v pramenech a potocích, ve kterých se usazuje travertin.
Tito brouci jsou ovální, 2-6 mm dlouzí a mají nažloutlou barvu. Jejich krátká tykadla mají první dva články delší než ostatní. Larvy jsou protáhlé, 4-10 mm dlouhé, s krátkými ale dobře vyvinutými stehny.
Jak dospělí brouci tak larvy jsou nalézáni v rychle tekoucích vodách a živí se řasami a dřevem.
Tato čeleď je známa pouze z Nového světa a tvoří ji celkem 12 druhů v jednom jediném rodu Lutrochus, ačkoliv je pravděpodobné že rod bude po revizi rozdělen. Rod byl střídavě zařazován do čeledí Dryopidae a Limnichidae, ale v současnosti je zařazen ve své vlastní čeledi.